# 頭扁蛛蝽
頭扁蛛蝽（学名：Daclera levana），又名扁緣椿象，为蛛緣蝽科蛛蝽屬（扁緣椿象屬）下的一个种。

## 形態特徵
體長11至13.5 mm，闊2.5至3 mm，頭三角形，與前胸背板約等長等寬，所以看起來較其他同科物種瘦長。